# 散華 (太宰治)
『散華』（さんげ）は、太宰治の短編小説。

## 概要
| 初出     | 『新若人』1944年3月号             |
| 単行本   | 『佳日』（肇書房、1944年8月20日） |
| 執筆時期 | 1943年11月上旬（推定）            |
| 原稿用紙 | 29枚                              |

太宰が書き綴っていた「創作年表」の記述から、本作品は『新若人』1943年12月号掲載予定だったのが都合により翌年3月号に延引したことが推測される。
初出誌に「昨年、私は、二人の友人と別れた。早春に、三井君が死んだ。それから五月に、三田君が、北方の孤島で玉砕した」とある箇所は、単行本収録の際、敢えて「ことし、私は二人の友人と別れた。早春に三井君が死んだ。それから五月に三田君が、北方の孤島で玉砕した」と書き改められた。
文中で引用される聖書の一節「我はその手に釘の痕を見、わが指を釘の痕にさし入れ、わが手をその腋に差入るるにあらずば信ぜじ」は、『ヨハネによる福音書』20章25節の言葉。
2015年2月10日刊行の『男性作家が選ぶ太宰治』（講談社文芸文庫）に、「道化の華」「畜犬談」「渡り鳥」「富嶽百景」「饗応夫人」「彼は昔の彼ならず」などと共に収録された。「散華」を選んだのは高橋源一郎。

### 三田循司と戸石泰一
本作品に登場する三田循司と戸石泰一が初めて太宰の家を訪ねたのは1940年（昭和15年）12月13日。三田と戸石らはその頃『芥』という同時雑誌を作っていた（1940年3月～1941年3月）。
1942年（昭和17年）2月1日、三田は盛岡の歩兵百五連隊に入営。戸石は同年9月25日、大学を半年繰り上げて卒業、10月1日に仙台の第二師団歩兵第四連隊に入営し、陸軍予備士官学校へ進んでいる。10月26日、三田は北海守備隊に転属を命じられる。
1943年（昭和18年）5月29日、アッツ島の日本守備隊山﨑部隊が全滅。8月29日、新聞で三田の戦死を知った戸石が太宰にその旨を手紙で知らせる。
1944年（昭和19年）1月9日、太宰は、陸軍予備士官学校を卒業し南方軍総司令部に送られて行く戸石と上野で会う。
1946年（昭和21年）9月、戸石は河北新報社に入社。